# Swietenia macrophylla
Swietenia macrophylla (лат.) — вид лиственных деревьев рода Свитения (Swietenia) семейства Мелиевые (Meliaceae). Естественный ареал растения простирается от Южной Америке до Мексики. Кроме этого, дерево натурализовано на Филиппинах, в Сингапуре и на Гавайях, а также культивируется на плантациях и для защиты от ветров. Это один из трёх видов рода Свитения, древесину которой относят к настоящему красному дереву (махагони).

## Описание

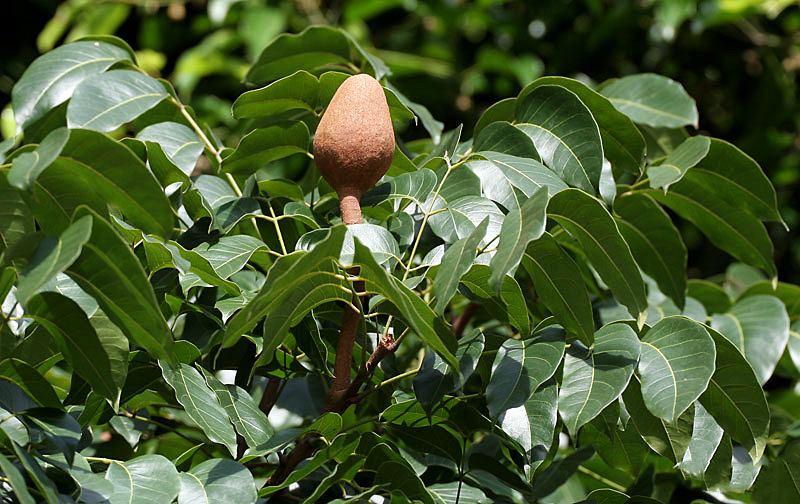
Листья и плод S. macrophylla

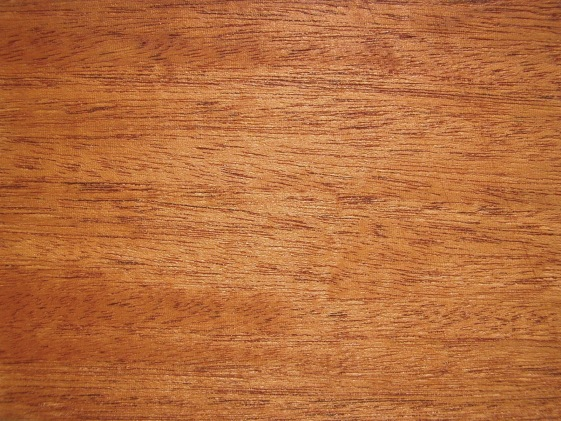
Махагони S. macrophylla

S. macrophylla — лиственное дерево с крупными листьями длиной до 45 см. Листья парноперистые, без верхушечной пластинки, листовые пластинки расположены вдоль основного черешка. Плоды иногда называются «небесными плодами» из-за их восходящего роста вверх. Они достигают в длину до 40 см, находятся в светло-серой или коричневой капсуле. Каждая фруктовая капсула может содержать до 71 крылатого семени, которые достигают в длину 7—12 см.
Древесина красного дерева крепкая и используется для производства мебели, музыкальных инструментов, кораблей, дверей, гробов, декоров.

## Таксономия
Первоначально считалось, что все неотропические популяции свитении принадлежат к виду Swietenia mahagoni. Вид Swietenia macrophylla был впервые официально описал английским ботаником Джорджом Кингом в 1886 году в Hooker's Icones Plantarum. Синонимами для S. macrophylla являются: Swietenia belizensis (Lundell), Swietenia candollei (Pittier), Swietenia krukovii (Gleason), Swietenia macrophylla var. Marabaensis (Ledoux & Lobato), Swietenia tessmannii (Harms). Видовой эпитет — от древнегреческих слов «макрос» (греч. μακρός), означающих «длинный», и «филлон» (греч. φύλλον), означающих «лист», что связано с размером листьев.